# Gomma sterculia
 Sterculia  è un principio attivo utilizzato come lassativo, da utilizzarsi solo se non è stato possibile combattere la stitichezza con una dieta più equilibrata con sufficiente assunzione di liquidi.

## Indicazioni
Il principio attivo è utilizzato soprattutto per persone affetta da colostomia, emorroidi, diarrea cronica, ileostomia

## Dosaggi
La posologia cambia a seconda del disturbo riscontrato: bisogna pertanto attenersi alle istruzioni contenute nella scheda illustrativa del farmaco.

## Farmacodinamica
I lassativi di volume combattono la stitichezza aumentando la massa fecale stimolando di conseguenza la peristalsi.

## Effetti indesiderati
Distensione addominale, occlusione gastrointestinale, flatulenza, ipersensibilità